# Фронцковяк, Гжегож
Гже́гож Фронцко́вяк (пол. Grzegorz Frąckowiak SVD, 18 июля 1911, Ловенчице, Великопольское воеводство — 5 мая 1943, Мюнхенская площадь, Дрезден) — блаженный Римско-католической церкви, монах из монашеской конгрегации вербистов, мученик. Входит в число 108 блаженных польских мучеников, беатифицированных римским папой Иоанном Павлом II во время его посещения Варшавы 13 июня 1999 года.

## Биография
В 1927 году вступил в начальную семинарию, которой руководили члены монашеской конгрегации вербистов. 8 сентября 1930 года вступил в новициат, приняв монашеское имя Гжегож. 8 сентября 1938 года принял монашеские обеты.
Во время оккупации немецкими войсками Польши занимался с детьми катехизацией. После ареста священника отца Гичеля уделял таинство Евхаристии, крестил детей. Издавал в подполье газету «Тебе, Польша» (пол. Dla Ciebie, Polsko). Гестапо, напав на след его издательской деятельности, арестовало многих людей, косвенно задействованных в издании подпольной газеты. Гжегож, чтобы отвести подозрение и освободить из-под ареста невинных людей, взял на себя полную вину за издание газеты.
Гжегож Фронцковяк был казнён 5 мая 1943 года в Дрездене.

## Прославление
13 июня 1999 года был беатифицирован римским папой Иоанном Павлом II вместе с другими польскими мучениками Второй мировой войны.
День памяти — 12 июня.